# Raciborski
Raciborski là một huyện thuộc tỉnh Śląskie của Ba Lan. Huyện có diện tích 544 km². Đến ngày 1 tháng 1 năm 2011, dân số của huyện là 110483 người và mật độ 203 người/km².